# Ale (tidskrift)
Ale: Historisk tidskrift för Skåneland är en historisk tidskrift för Skåne, Halland och Blekinge som sedan 1961 ges ut av De skånska landskapens historiska och arkeologiska förening. 
1990 inträdde Landsarkivet i Lund som medutgivare. Tidskriften utges med bidrag från Vetenskapsrådet.
Första året utkom ett häfte och mellan åren 1962 och 1976 tre häften årligen. Från och med 1977 utkommer fyra häften årligen. 